# سفارة الجزائر في إثيوبيا
سفارة الجزائر في إثيوبيا هي بعثة دبلوماسية جزائرية لدى إثيوبيا تقع في العاصمة أديس أبابا وهي تهدف لتعزيز المصالح الجزائرية في إثيوبيا.

## قائمة المراجع
1. ↑  "ما هو المقصود بالتمثيل الدبلوماسي؟ – استشارات قانونية مجانية". مؤرشف من الأصل في 2017-06-11. اطلع عليه بتاريخ 2019-10-25.
2. ↑  www.mae.gov.dz https://web.archive.org/web/20190325213736/http://www.mae.gov.dz/Annuaire_15.aspx. مؤرشف من الأصل في 2019-03-25. اطلع عليه بتاريخ 2019-10-25. {{استشهاد ويب}}: الوسيط |title= غير موجود أو فارغ (مساعدة)
3. ↑  "https://web.archive.org/web/20190410175514/http://www.mae.gov.dz/Mission-et-organisation_15.aspx" en. www.mae.gov.dz. مؤرشف من الأصل في 2019-04-10. اطلع عليه بتاريخ 2019-10-25. {{استشهاد ويب}}: الوسيط غير صالح |script-title=: بادئة مفقودة (مساعدة) وروابط خارجية في |عنوان= (مساعدة)